# Historische Druivenkwekerij Sonnehoeck
Historische Druivenkwekerij Sonnehoeck gelegen aan Hollewatering 26 in Kwintsheul is een rijksmonument in de Nederlandse gemeente Westland. Het woonhuis uit 1729 is een boerderij van het type langgevel met bewaarschuur en -zolder aan de achterzijde. De voorgevel van het woonhuis is in 1905 toegevoegd, evenals de koepelkamer. Achter  en naast de woning ligt de originele druivenkwekerij die anno 2024 nog steeds in gebruik is. Het is lange tijd, van 1899 tot 2008, in bezit geweest van de familie Van Leeuwen. In 2008 heeft de 4e generatie het eigendom in een stichting ondergebracht om dit, voor het Westland belangrijkste cultuurhistorisch erfgoed, te behouden voor het nageslacht. Stichting Monument Sonnehoeck draagt nu de zorg voor instandhouding van de druiventeelt en het monument.
Het complex, bekend onder de naam Sonnehoeck, is waarschijnlijk een van de eerste tuinderscomplexen in het Westland. In 2001 kreeg Sonnehoeck de status rijksmonument. Daarmee is Sonnehoeck als kwekerij enig in zijn soort in Nederland en in europa! Op de tuin staat een 100 meter lange fruitmuur uit 1815, een watertoren en twee ketelhuizen. Daarnaast zijn er acht druivenkassen te vinden in drie verschillende stijlen. Drie voormalige muurkassen uit 1870 die tussen 1950 - 1960 tegen elkaar aangezet zijn. Eén kas uit 1905, dit was een huwelijksgeschenk van de ouders van de tweede generatie van Leeuwen die de kwekerij in datzelfde jaar overnam. Twee kassen uit 1910, waarvan in 1 kas druivenbomen staan die uit die tijd stammen. In de andere kas staat het inmiddels zeldzame ras Gros Maroc. 
Tegenwoordig wordt er in alle acht de druivenkassen nog steeds op dezelfde traditionele wijze als 100 jaar geleden tafeldruiven geteeld. Inmiddels al bijna 35 jaar lang door de 4e generatie van de familie van Leeuwen. 

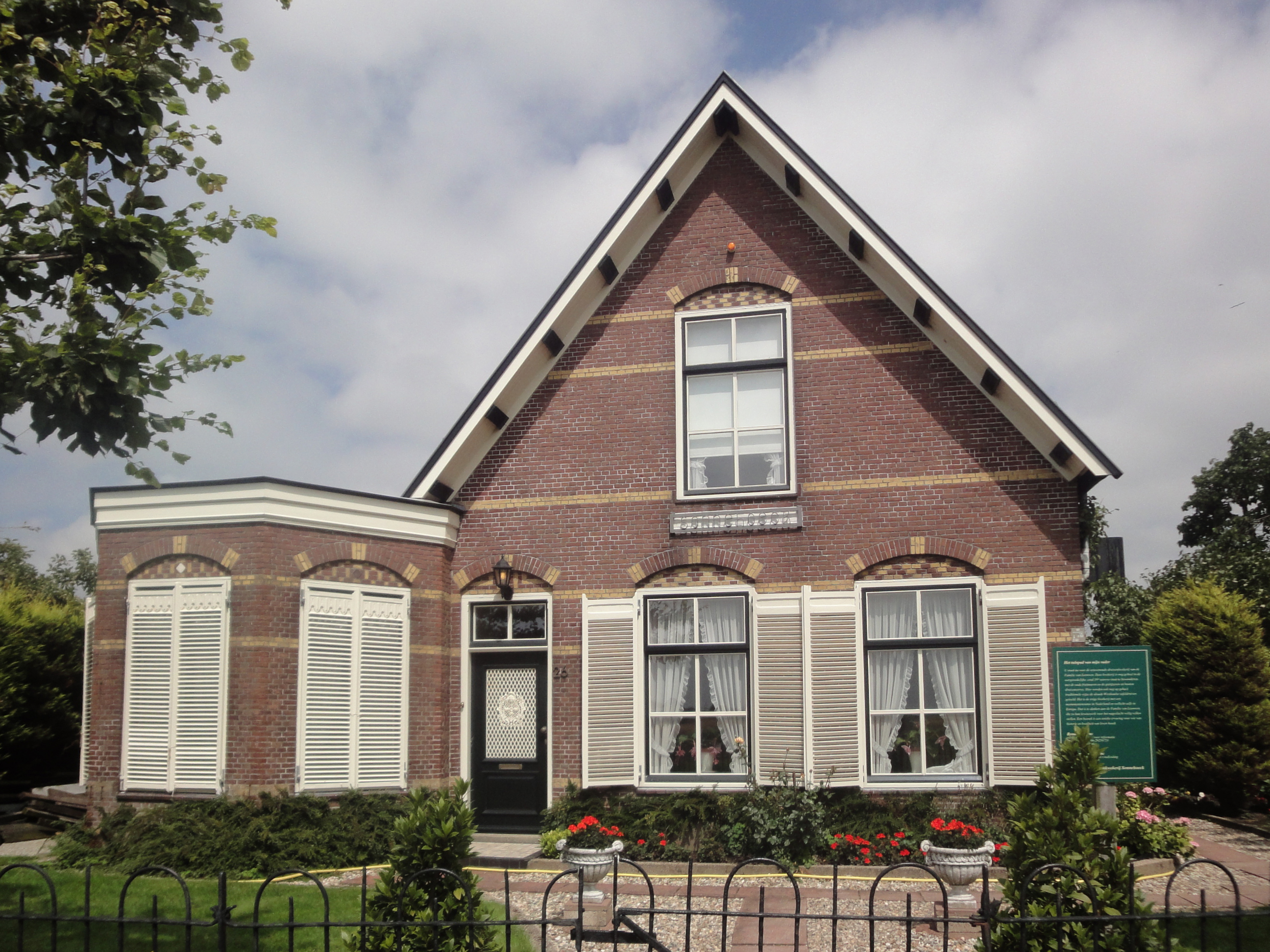
Voorzijde van de tuinderswoning
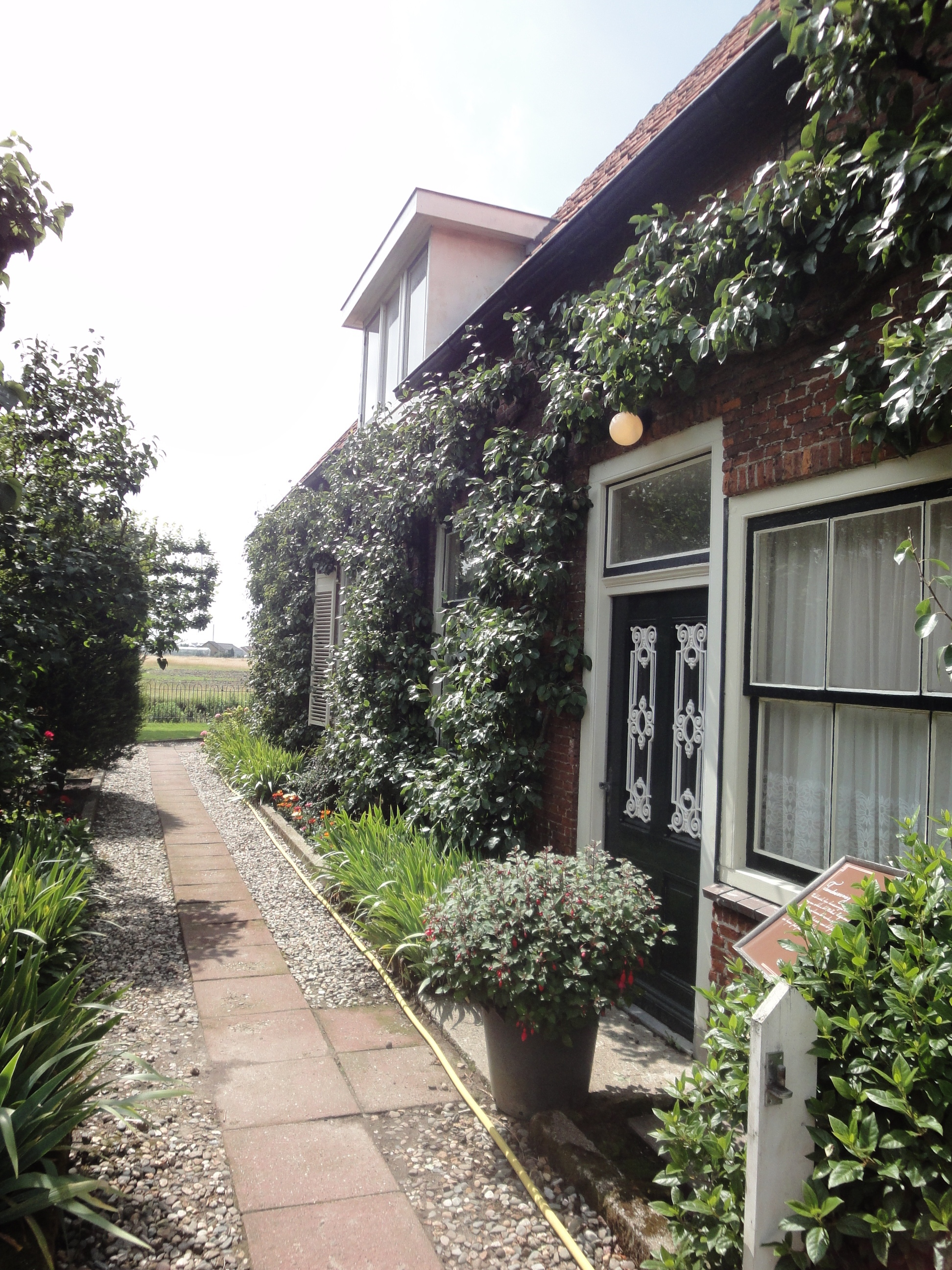
Voordeur aan de zijkant van het huis
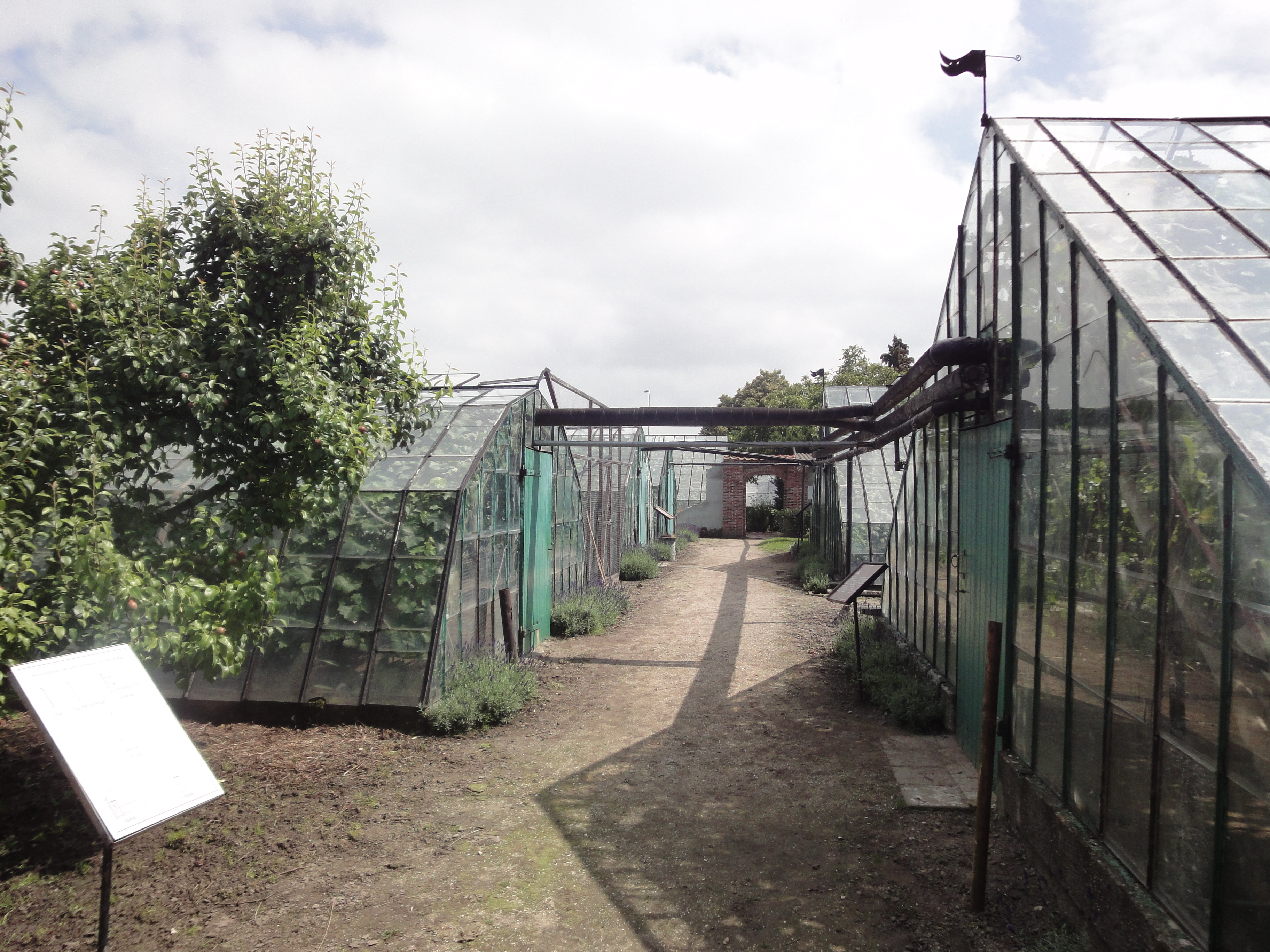
Het pad tussen de kassen
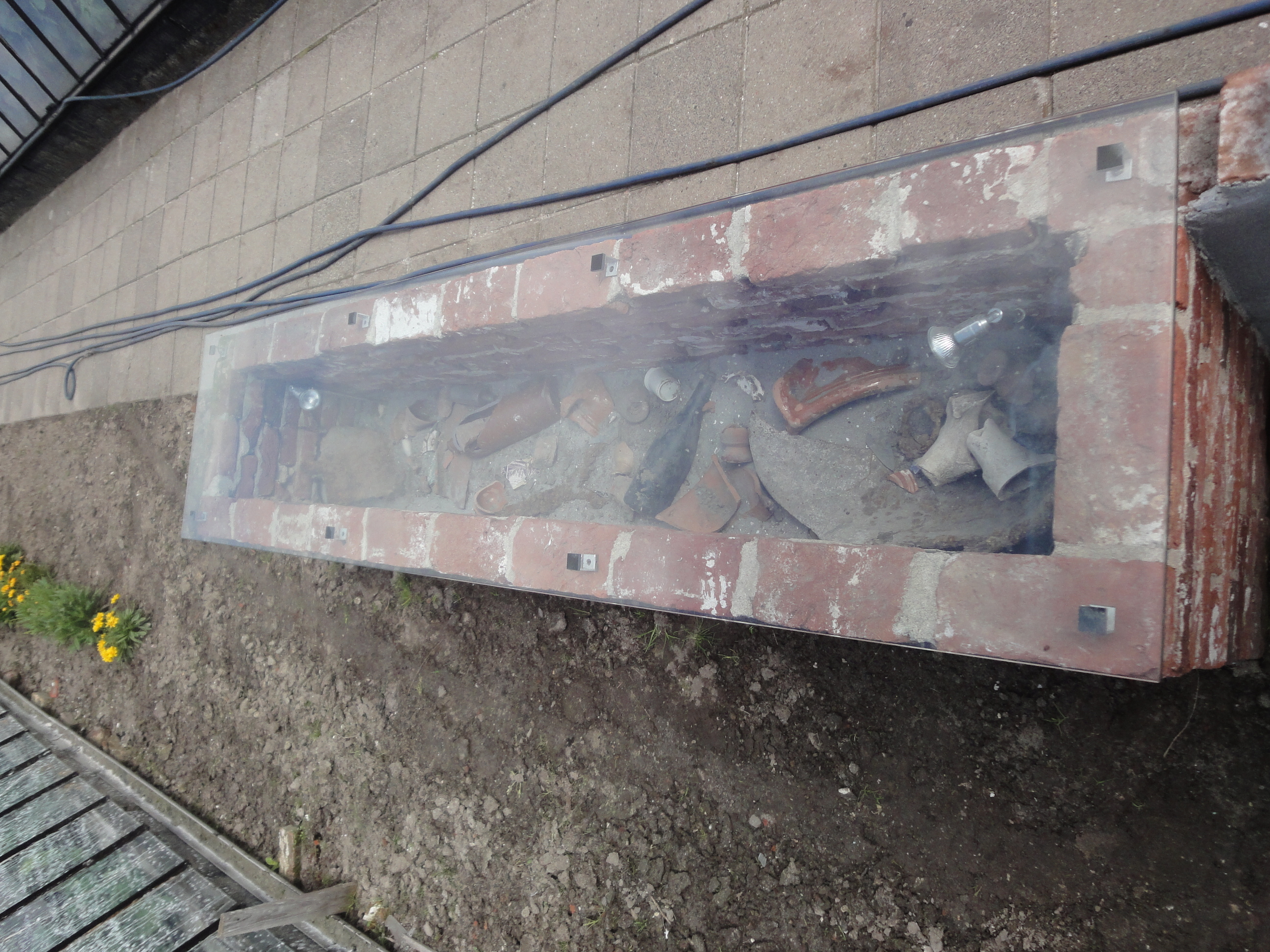
Verzameling scherven die bij opgravingen zijn gevonden
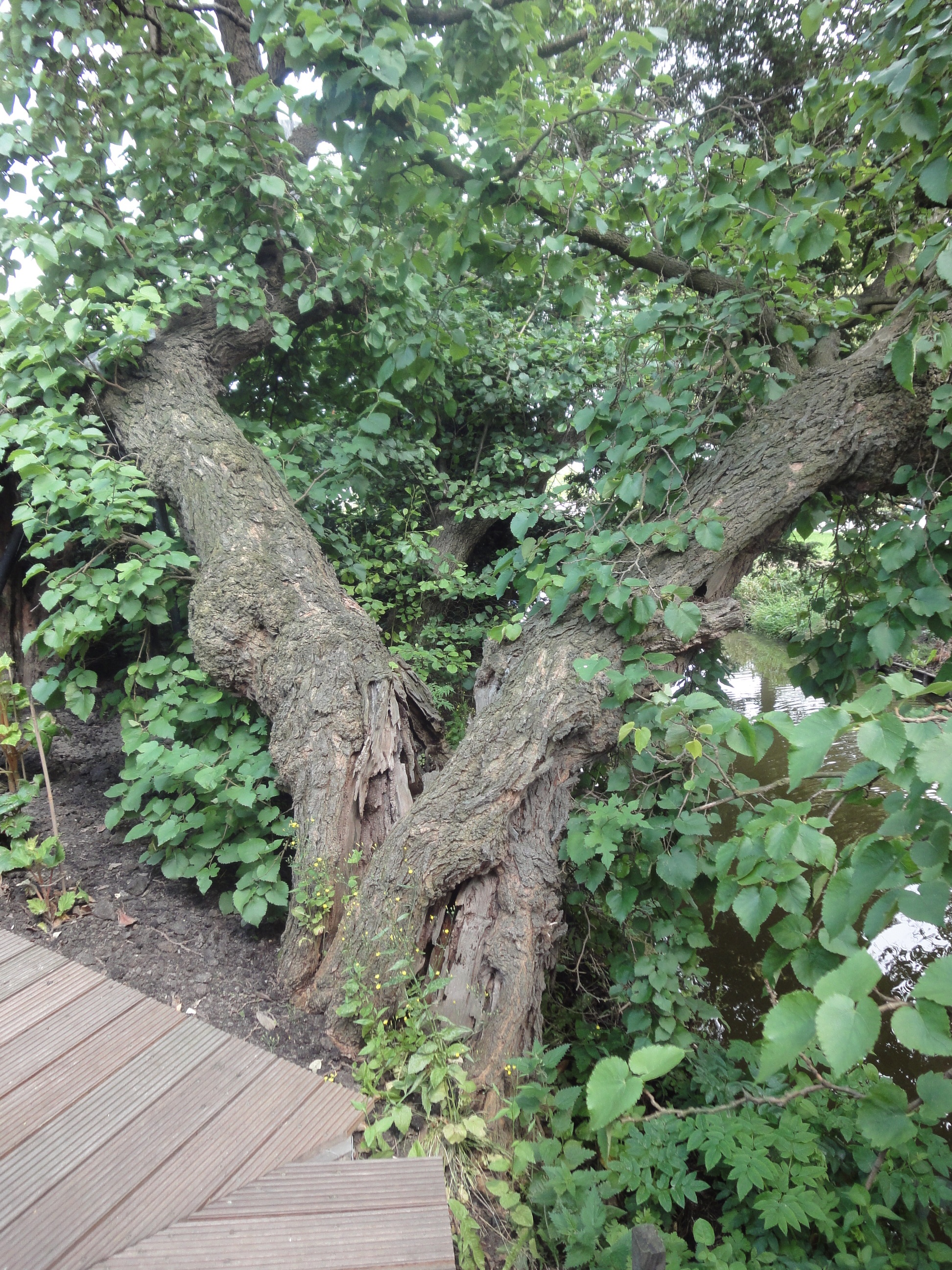
Een van de twee zeer oude zwarte moerbeibomen in de voortuin, vermoedelijk geplant in 1729.
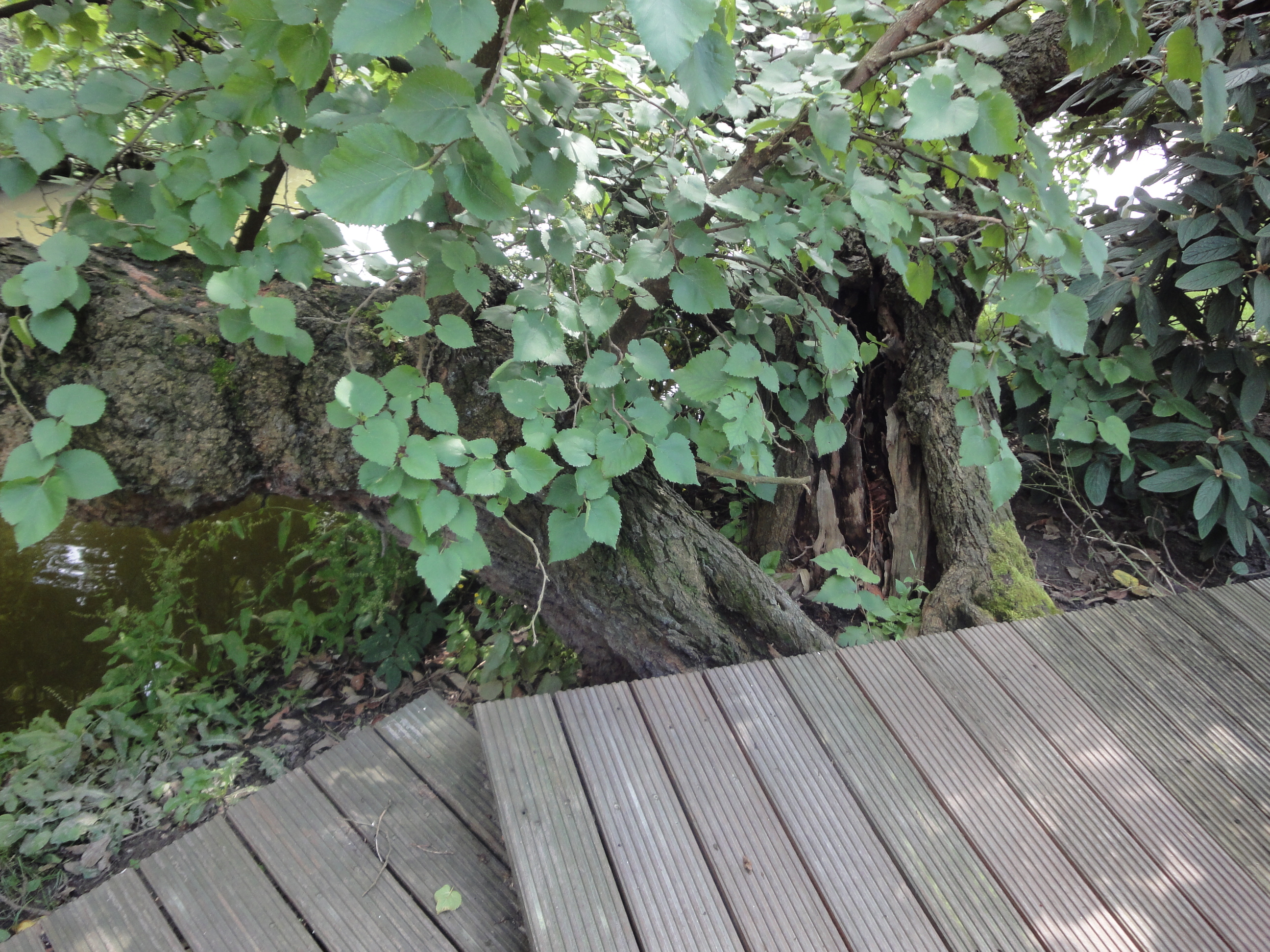
De andere zeer oude zwarte moerbeiboom in de voortuin
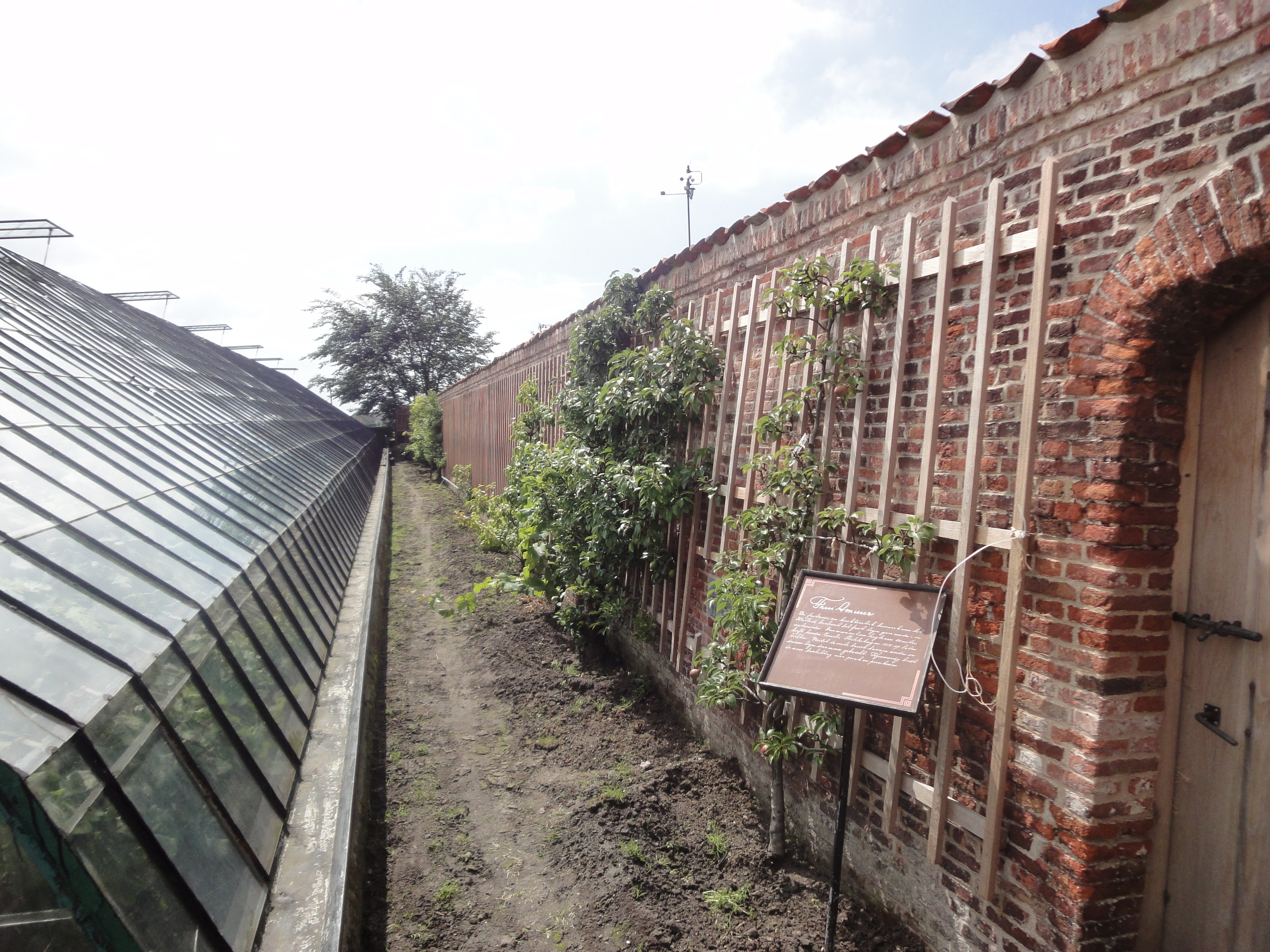
Fruitmuur aan de grens van het erf
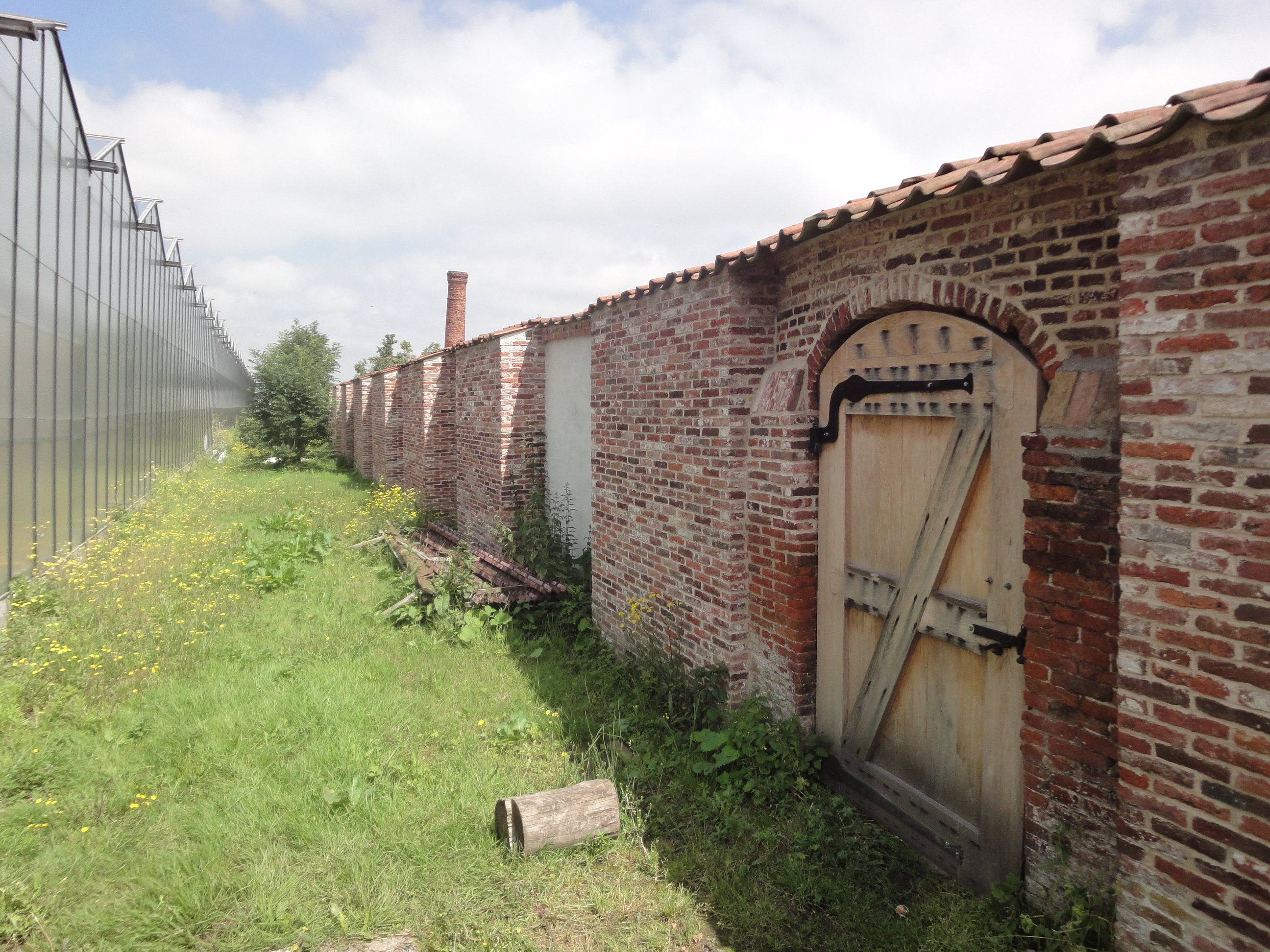
Buitenzijde van de fruitmuur
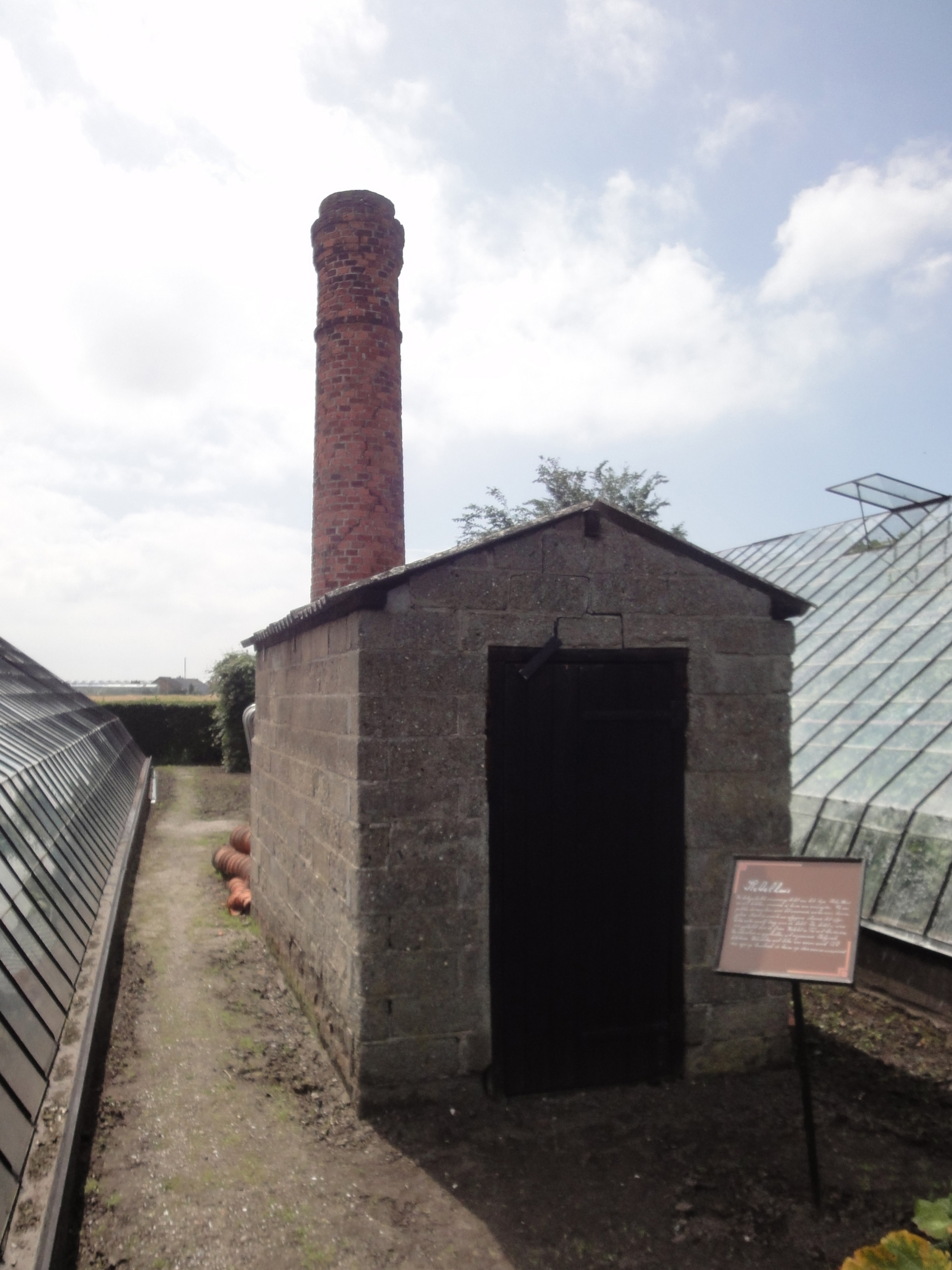
De originele deur van het zuidelijke ketelhuis
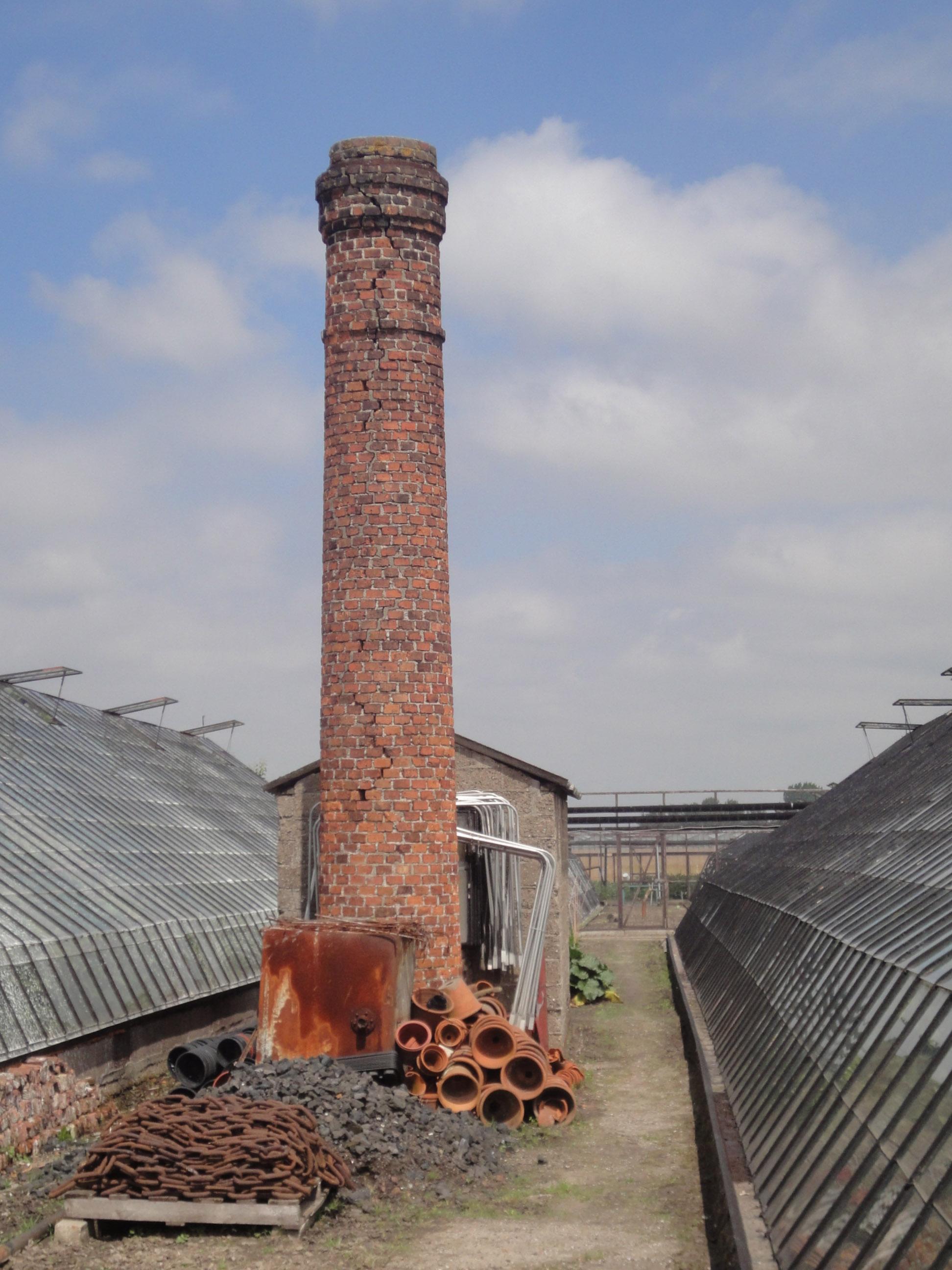
Andere zijde van het zuidelijke ketelhuis
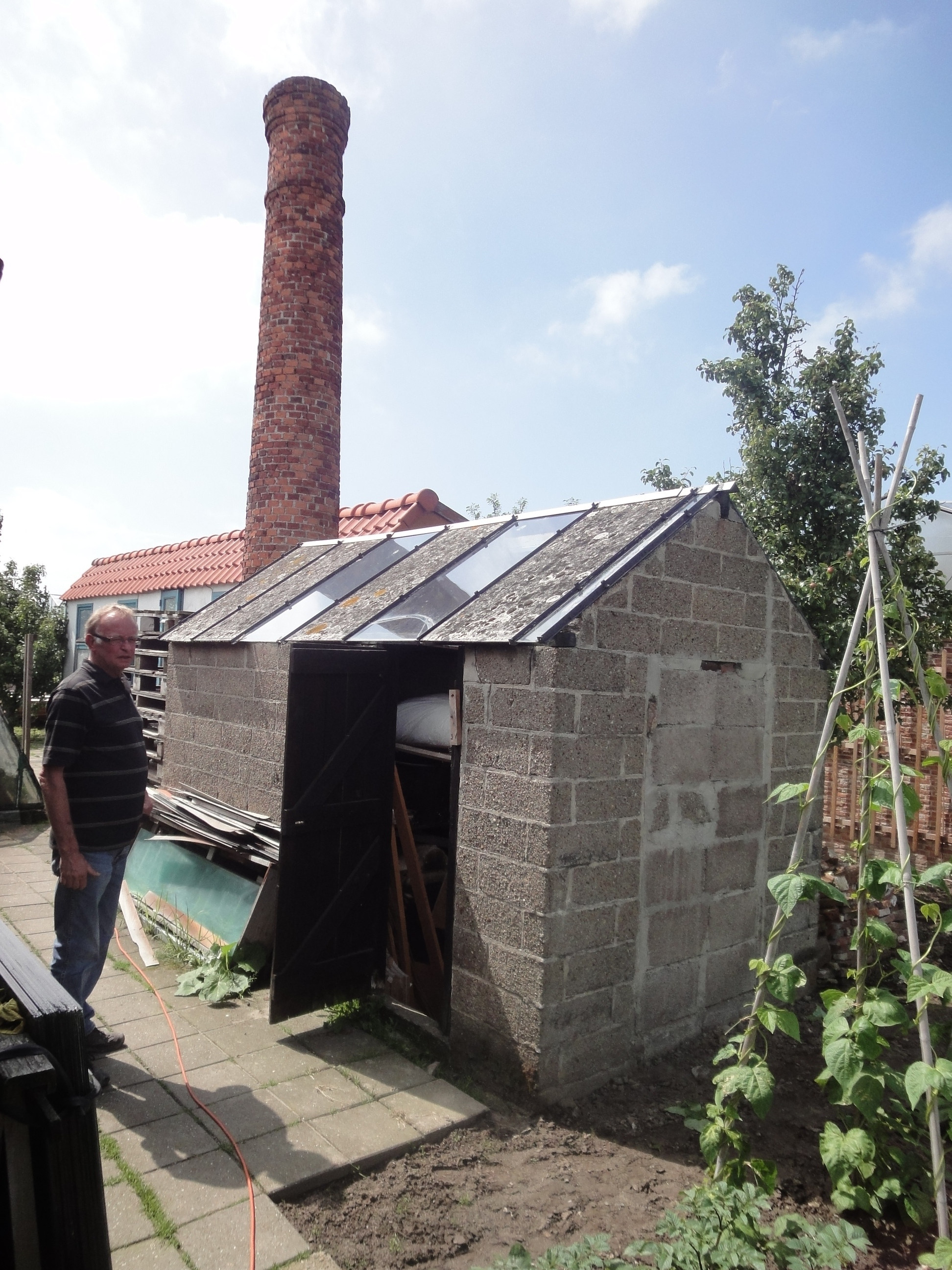
Noordelijk ketelhuis
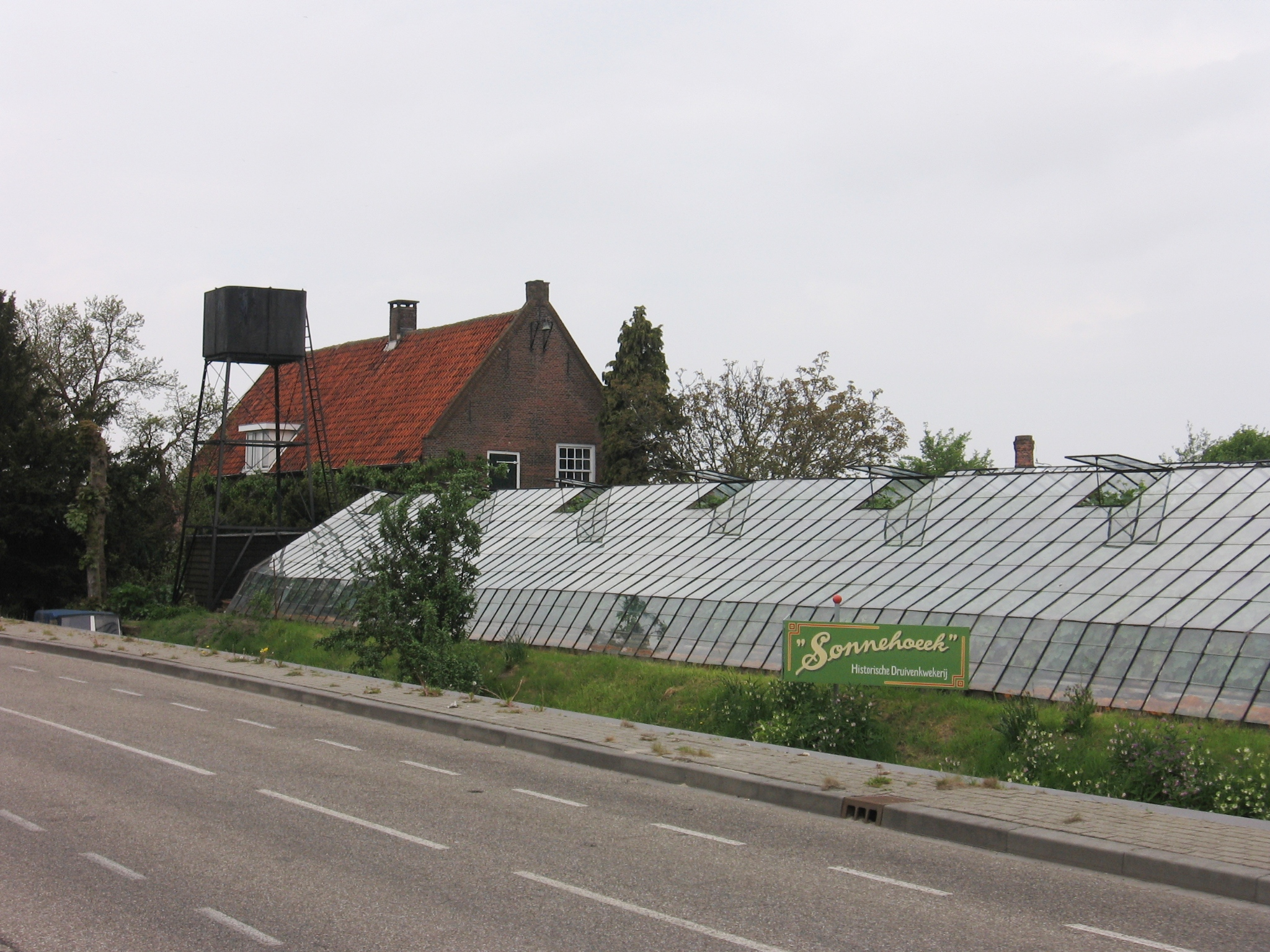
Situatie vanaf de Holle Watering
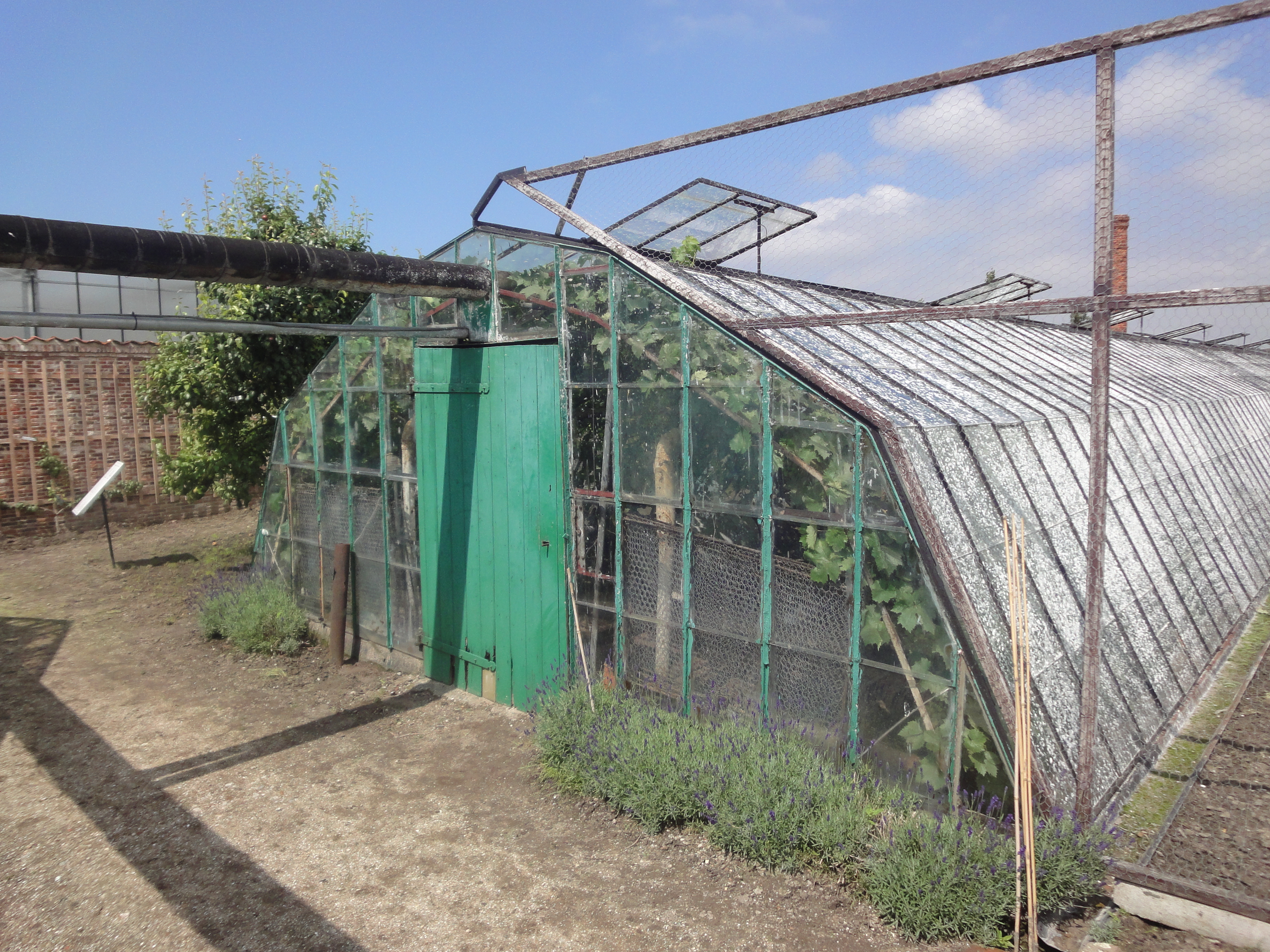
Een van de drie soorten kassen op het terrein
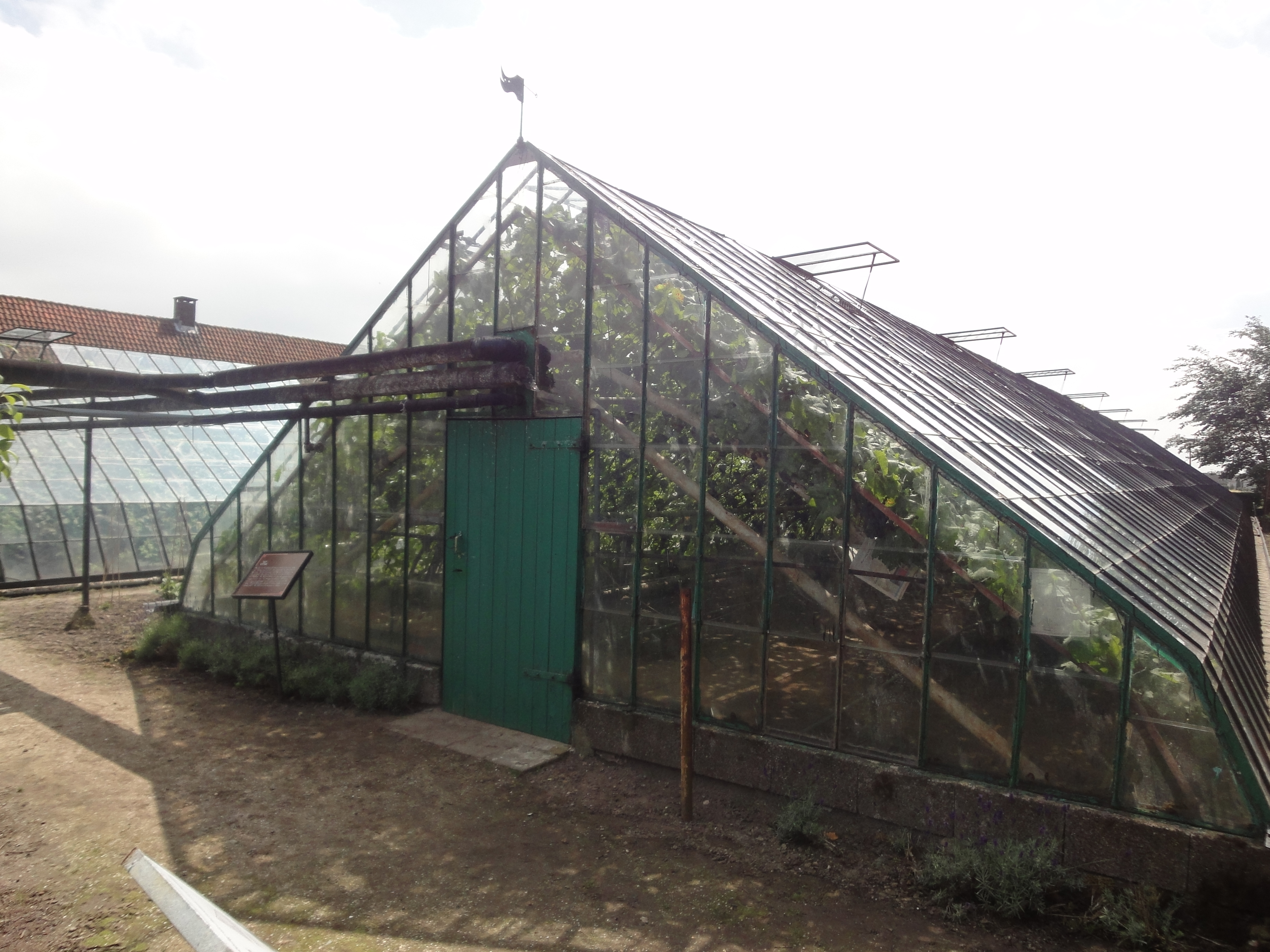
Een van de drie soorten kassen op het terrein
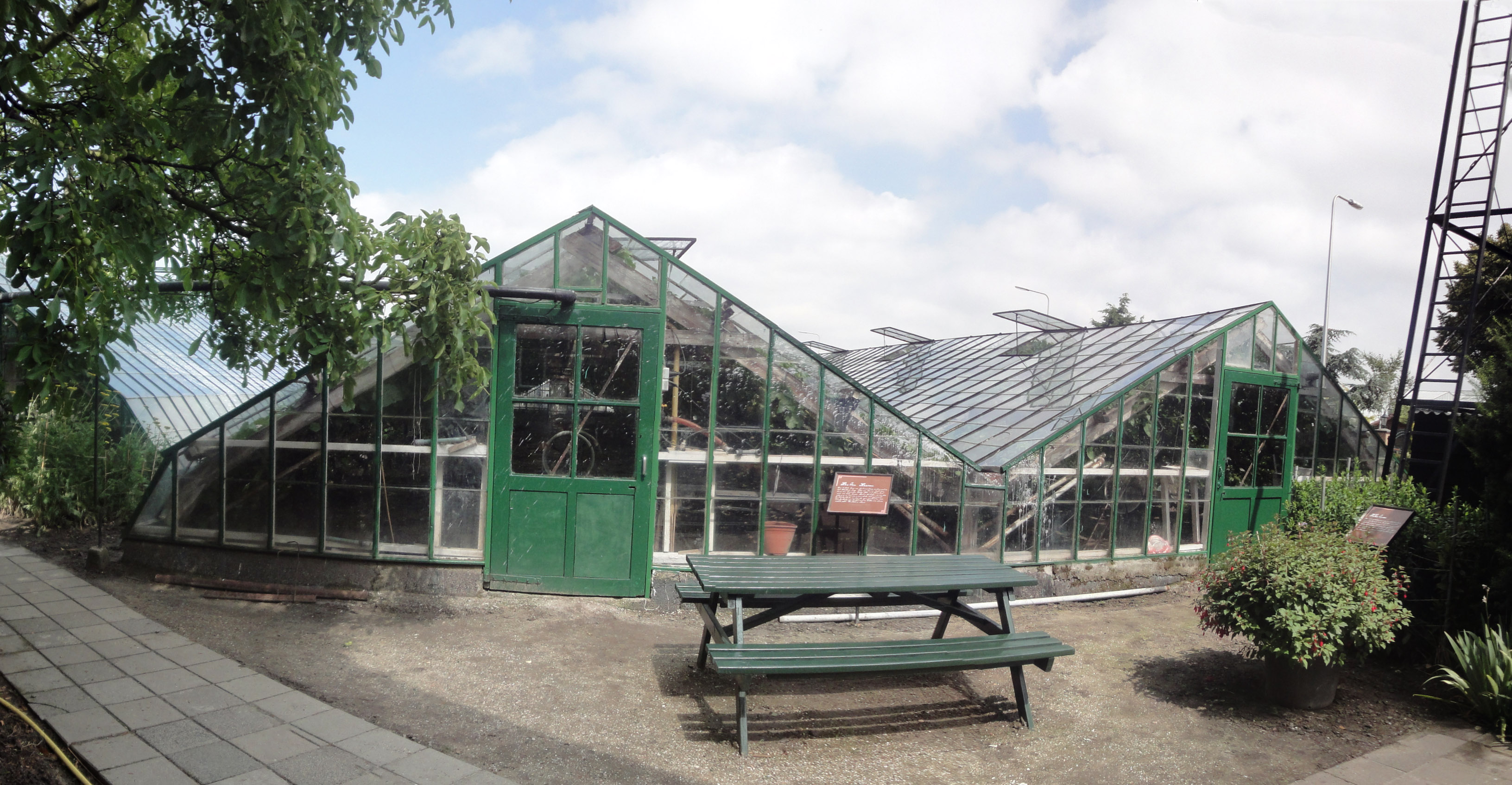
Een van de drie soorten kassen op het terrein
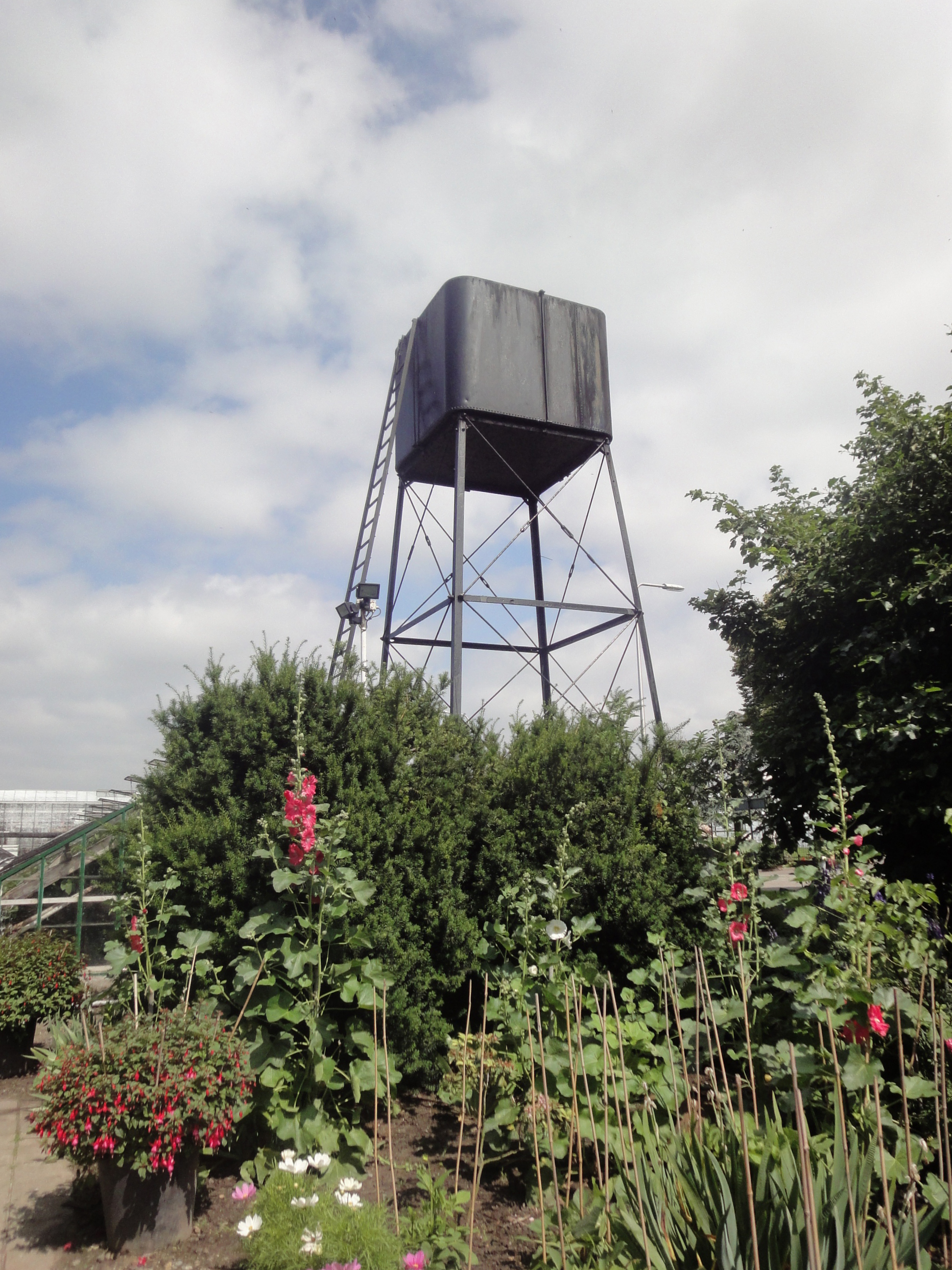
Watertoren
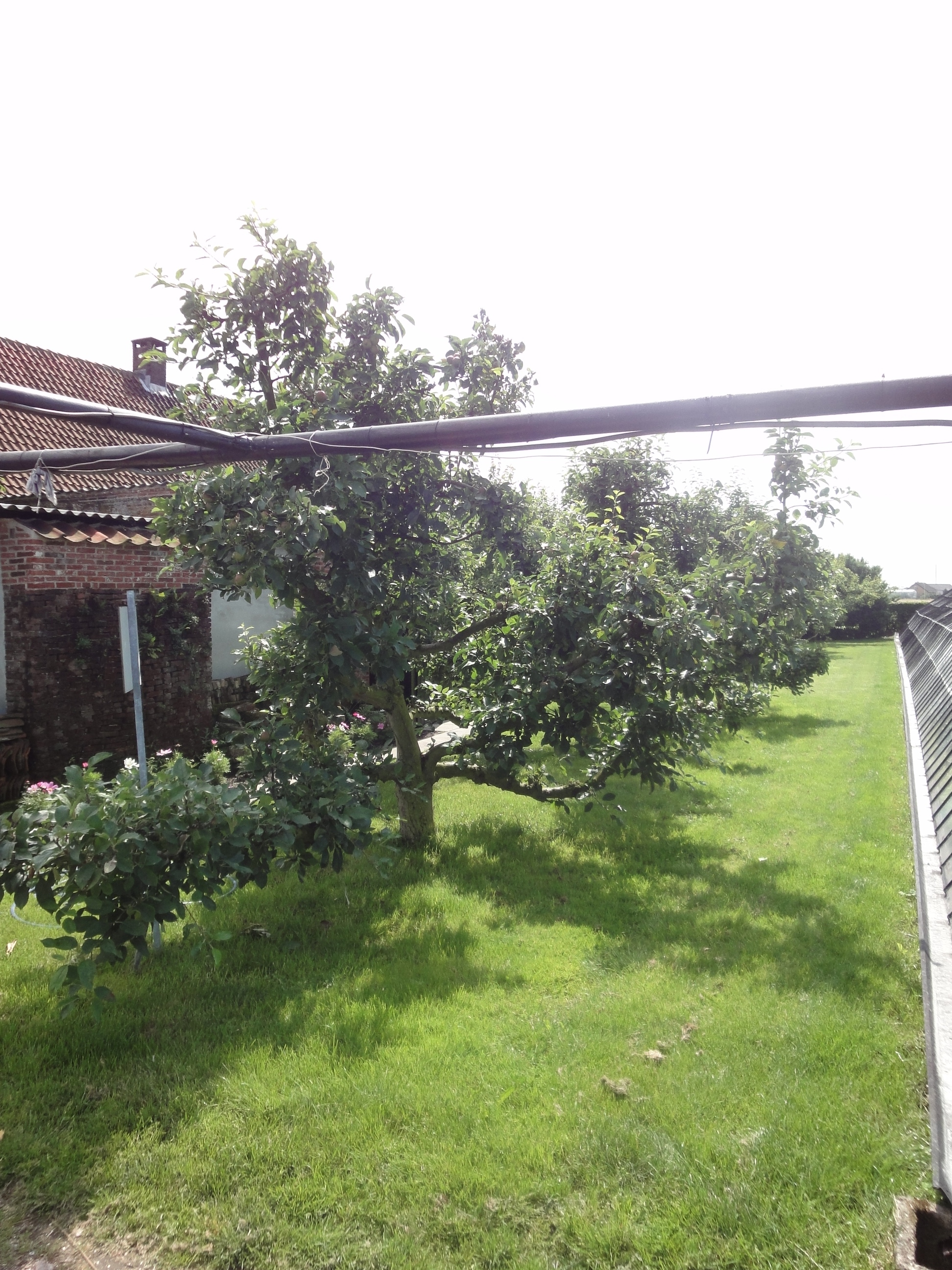
Appelbomen